# Houses of the Holy
Houses of the Holy ("Cases dels Sants") és el cinquè àlbum d'estudi de la banda de rock britànica Led Zeppelin, publicat sota el segell discogràfic Atlantic Records el 28 de març de 1973. És el seu primer àlbum fet totalment de material original i significa un punt d'inflexió de l'estil del conjunt, que començà a experimentà amb noves tècniques d'estratificació i producció.
L'àlbum va ser un èxit comercial, rebent el certificat de platí onze vegades per la RIAA. La revista Rolling Stone la va posicionar al número 148 de la llista dels 500 Millors Àlbums de Tots els Temps.
A les sessions de gravació s'hi va gravar la cançó que dona nom a l'àlbum, encara que no es va incloure fins a l'àlbum següent Physical Graffiti.

## Llistat de cançons
| 1. | «The Song Remains the Same»   | Jimmy Page, Robert Plant                  | 5:32 |
| 2. | «The Rain Song»               | Page, Plant                               | 7:39 |
| 3. | «Over the Hills and Far Away» | Page, Plant                               | 4:50 |
| 4. | «The Crunge»                  | John Bonham, John Paul Jones, Page, Plant | 3:17 |

| 1. | «Dancing Days» | Page, Plant                | 3:43 |
| 2. | «D'yer Mak'er» | Bonham, Jones, Page, Plant | 4:23 |
| 3. | «No Quarter»   | Jones, Page, Plant         | 7:00 |
| 4. | «The Ocean»    | Bonham, Jones, Page, Plant | 4:31 |

## Personal
Led Zeppelin
- John Bonham – bateria, segona veu
- John Paul Jones – baix, mellotron, sintetitzador, orgue, piano, piano de cua, clavicèmbal, baix sintetitzador, segona veu
- Jimmy Page – guitarra acústica i elèctrica, pedal steel guitar, theremin a «No Quarter», producció
- Robert Plant – veu

Production
- Barry Diament – masterització original
- Keith Harwood – mescles
- Hipgnosis – disseny de la funda
- Andy Johns – enginyeria, mescles a «No Quarter»
- Eddie Kramer – enginyeria, mescles
- Bob Ludwig – masterització, enginyeria
- Aubrey Powell – fotografia de la portada
- George Marino – masterització (versió remasteritzada)